# Posy Simmonds
Pour les articles homonymes, voir Simmonds.
Posy Simmonds, née le 9 août 1945 à Cookham, est une dessinatrice de presse, écrivaine et illustratrice de livres pour enfants et auteure de bande dessinée britannique.
Elle est notamment l'autrice des romans graphiques Gemma Bovery (1999) et Tamara Drewe (2007), lesquels ont été adaptés en films, et de Cassandra Darke (2018).
En 2024, son œuvre est couronnée du Grand prix de la ville d'Angoulême lors du festival international de la bande dessinée.

## Biographie
Rosemary Elisabeth « Posy » Simmonds est née le 9 août 1945 à Cookham Dean,, un bourg de quelques milliers d'habitants dans la campagne anglaise du Berkshire.
Ses parents y possèdent une ferme où ils élèvent leurs cinq enfants. La découverte dans la bibliothèque familiale des dessins satiriques de la célèbre revue Punch détermine son goût pour le dessin. La jeune fille passe une partie de sa scolarité en pension, à la Queen Anne's School, une école privée de Caversham et se met à dessiner pour échapper à l'ennui : « J'étais un brin subversive », reconnaît-elle dans les pages du Monde des livres du 30 janvier 2009. « À 15 ans, j'avais une passion pour les comics, j'en dessinais sans arrêt, les meurtres foisonnaient, je m'amusais follement. Les profs, eux, étaient horrifiés par la noirceur de mes "œuvres" et les confisquaient au fur et à mesure... ». La jeune fille rencontre une enseignante qu'elle n'a pas oubliée : « La prof de français portait Jolie madame de Balmain, et des talons aiguilles : le vrai chic parisien. Et surtout elle nous invitait dans sa chambre à prendre du café et des gâteaux ». Ce professeur fait découvrir les grands écrivains à ses jeunes élèves, dont Flaubert et Hugo, et donne à la jeune Posy une seconde passion, la littérature et l'envie de conjuguer à l'avenir texte et dessin.

### Dessinatrice de presse et de livres pour enfants
Posy Simmonds part en 1962 à Paris pour y suivre des cours à la Sorbonne et rentre en Angleterre pour étudier le dessin et le graphisme à la Central School of Art and Design de Londres.
Ses études terminées, elle ne trouve pas d'emploi et tire le diable par la queue, confie-t-elle au Monde des livres : elle est notamment  « dogsitter d'une vieille dame épouvantable ». Elle dessine toutefois pour elle-même les aventures d'un jeune ours maladroit qui paraît en 1969 sous le titre The Posy Simmonds' Bear Book. Ce petit livre imprimé seulement à 5 000 exemplaires la fait connaître au rédacteur en chef du journal The Sun. C'est ainsi que la jeune dessinatrice donne chaque jour ses dessins au journal acheté récemment par Rupert Murdoch. Elle réalise également quelques croquis pour des publicités.
C'est en 1972 et au quotidien de centre-gauche, The Guardian, qu'elle découvre véritablement sa voie. Elle commence par y illustrer des textes écrits par de grands écrivains et, sur une suggestion de ce journal de prendre en charge un comic strip. Elle réalise pour lui en 1977 sa première bande dessinée, The Silent Three of St Botolph's, qui lui apporte la notoriété. En racontant la vie de la famille Weber, elle se moque avec un certain mordant et un grand sens de l'observation des milieux intellectuels de gauche qui pourtant constituent le lectorat du journal. Ces « liberals » adorent cette satire dans laquelle ils se reconnaissent. Effet miroir comme Claire Bretécher et ses dessins, Les Frustrés, dans un hebdomadaire français. Elle n'épargne pas non plus, peu après, les milieux littéraires dans Literary Life paraissant dans le supplément littéraire du même quotidien. En 1981 paraît True Love, une parodie des bandes dessinées très sentimentales pour adolescentes.
Parallèlement à son travail de dessinatrice de bandes dessinées pour adultes, elle se lance dans la littérature pour enfants en 1987 avec Fred, l'histoire d'un chat qui devient la nuit un personnage célèbre. Elle écrit et dessine des livres pour enfants qui connaissent un grand succès : Lulu et les bébés volants, Mariage au chocolat (Éditions Hatier), Le Chat du boulanger (Éditions Casterman) et Le Buffle en colère (Éditions Albin Michel) qui ont été traduits en français.

### Bandes dessinées et adaptations
En 1997 débute la publication de Gemma Bovery, dans le Guardian. Gemma est une jeune Londonienne qui achète une fermette en Normandie avec son mari et tente d'y tromper un ennui féroce en prenant un amant. Avec cette œuvre librement inspirée du Madame Bovary de Gustave Flaubert recueillie en album en 1999, Posy Simmonds s'impose avec talent dans la bande dessinée, et devient une figure importante du « roman graphique »,, au sens que lui donnait Will Eisner. Dans un entretien au journal genevois Le Temps, Posy Simmonds explique : « En 1996, le Guardian me demande ce que j'aimerais faire, nous raconte-t-elle (Le Temps, Samedi Culturel, 13 décembre 2008) : Oh! quelque chose avec une fin ! Cela donnera Gemma Bovery. On m'a donné une colonne étroite et cent épisodes. Ce n'est pas beaucoup ; j'ai donc commencé à écrire des textes entre les cases et les strips et j'ai constaté que cela allait très bien pour des éléments d'ambiance ou des évocations du passé, alors que la bande dessinée donnait des images fortes, pour les disputes et les drames entre les personnages notamment. Et trop de texte dans les bulles devient vite illisible. Ce sont donc des contraintes pratiques et l'expérience qui m'ont poussée à cette forme hybride (que je reprends dans Tamara Drewe) et non pas un choix délibéré. » Posy Simmonds accueille avec un sourire les commentaires qui, en 2000, ont suivi la publication en France de Gemma Bovery en 1999 : « Ce n'est pas une bande dessinée. Ce n'est pas un roman classique mais qu'est-ce que c'est ? » et elle répondait : « C'est un roman illustré ! ».
En 2007, Tamara Drewe s'inspire très librement également d'un autre grand roman de la littérature du XIXe siècle, Loin de la foule déchaînée de Thomas Hardy. Posy Simmonds y poursuit avec la même technique et avec le même humour que dans Gemma Bovery son travail de sociologue amusée par les travers de la société britannique. Tout est tranquille à Stonefield dans cette retraite studieuse pour écrivains que Beth Hardiman a si bien aménagée dans sa ferme. La vie des écrivains choyés par la maîtresse des lieux est rythmée par les repas pris en commun et par les promenades dans une campagne paisible, « sorte de calendrier vivant ». Glen Larson, un universitaire américain, aux prises avec une inspiration fuyante, est bien un peu irrité par le succès de Nicholas, le mari de Beth et auteur de polars adaptés à la télévision, auprès des jeunes femmes écrivains, toutes là autour de lui « comme des tasses autour d'une théière ». Tout est tranquille dans ce petit village d'Ewedown jusqu'à l'arrivée de Tamara, une belle jeune femme provocante qui habite la maison d'à côté et de son ami Ben, batteur d'un groupe de rock. Cette harmonie va se fissurer peu à peu d'autant que les jeunes s'ennuient dans le village en voie de désertification et en proie à la spéculation immobilière. Posy Simmonds scrute cet échantillon de la société britannique d'un œil de moraliste : « J'avoue que ce qui me passionne dans le récit, c'est l'observation de la manière dont se dégradent les relations entre les personnages » dit l'auteur au journal Le Soir (Ket Paddle, 30 janvier 2009). Posy Simmonds utilise le texte d'une façon originale pour permettre à trois de ses personnages d'exprimer leurs pensées secrètes pour le seul lecteur, Glen l'universitaire maladroit qui commence et finit le récit, Beth la bonne fée bafouée et Casey l'adolescente en manque d'affection. Elle se sert habilement des pages avec peu de texte pour accélérer le récit et de pages silencieuses, sans texte, pour le dramatiser. Si son récit fait mouche, c'est qu'il est fondé sur une grande observation de ses contemporains. L'auteur croque sans arrêt dans ses carnets les gens qu'elle voit autour d'elle et qu'elle écoute avec attention. Ses personnages finissent par vivre dans ses carnets au milieu de dessins colorés de vêtements, de chaussures, de voitures, de tous ces objets qui entreront eux aussi dans son récit. L'auteur partage le même souci du détail qu'un de ses personnages, une jeune femme écrivain à qui elle fait dire : « Je voudrais que tous les détails soient absolument exacts pour la scène campagnarde que j'écris ».

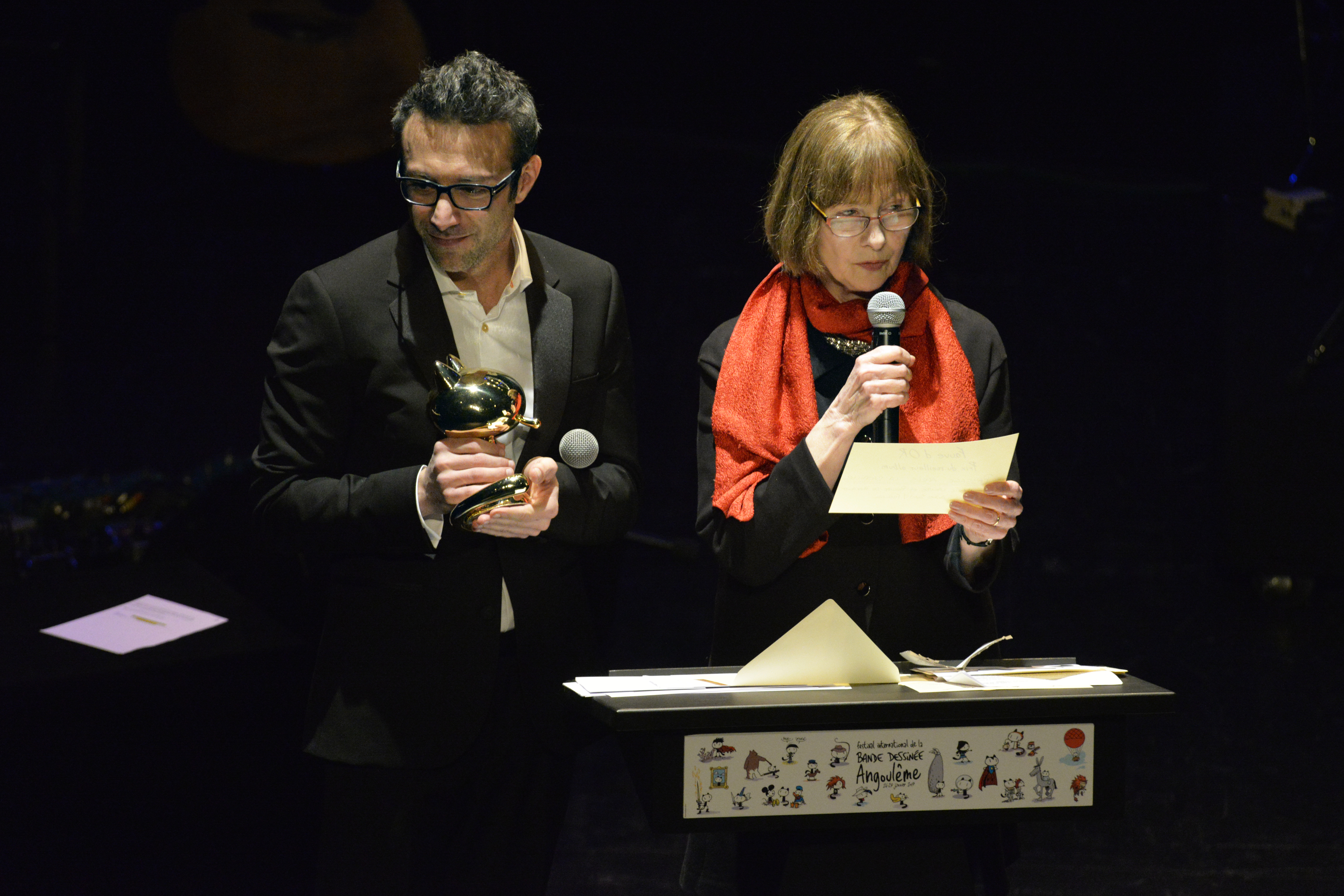
Posy Simmonds, présidente du jury, avec Stéphane Beaujean à la cérémonie de remise des prix au Festival d'Angoulême 2017.

Flaubert et Hardy l'ont inspirée, explique-t-elle dans son interview au Temps du 13 décembre 2008, parce que les deux écrivains s'intéressent au point de vue de la femme exprimé dans le roman par plusieurs personnages : Beth l'âme de Stonefield et l'épouse-secrétaire aimante d'un mari écrivain volage, Tamara la jeune citadine libérée, Casey l'adolescente sensible fascinée par la presse people et même la discrète Lulu, la fille de Beth. Cette transposition contemporaine de textes prestigieux et ce mélange savant dans ses romans graphiques de textes drôles et de dessins subtils charment ses lecteurs dont fait partie le grand écrivain américain Tom Wolfe. L'Association des critiques et des journalistes de bande dessinée a attribué à Tamara Drewe son Grand prix de la critique 2009. Le cinéaste anglais Stephen Frears en a réalisé une adaptation pour le cinéma , présentée hors compétition au Festival de Cannes 2010.
En 2014, la réalisatrice française Anne Fontaine donne (sur un scénario co-signé par Pascal Bonitzer) sa version de Gemma Bovery avec dans les rôles principaux Gemma Arterton (qui incarne déjà Tamara Drewe dans le film de S. Frears) et Fabrice Luchini.
Toujours en 2014, la collection Denoël Graphic publie ses chroniques du Guardian, Literary LIfe, dans une version différente, enrichie de 32 pages supplémentaires et de mises en couleurs inédites, de l'édition anglaise parue en 2003 chez Jonathan Cape.

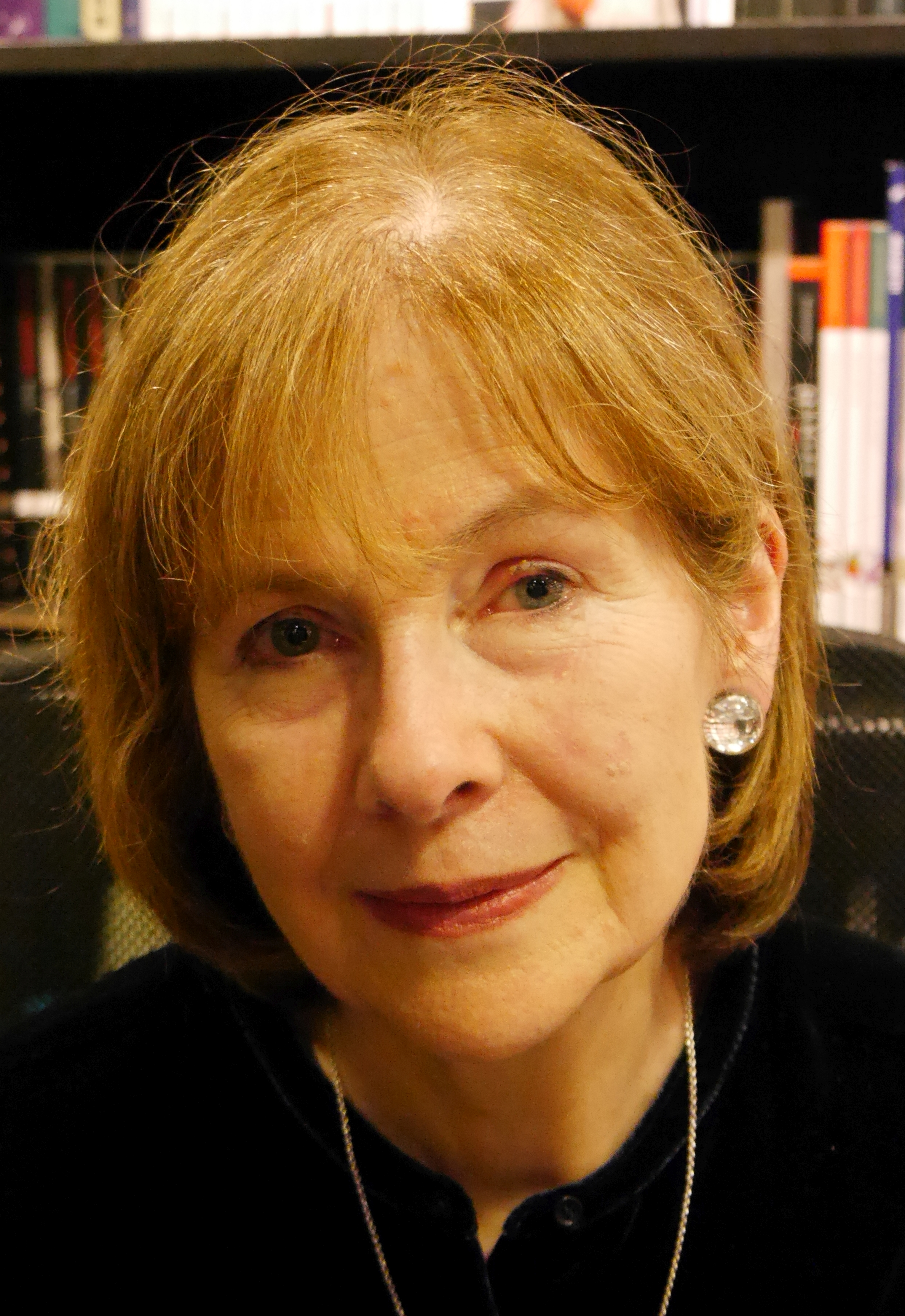
Posy Simmonds lors d'une séance de dédicaces en novembre 2018.

En 2018, Posy Simmonds publie son premier roman graphique en onze ans, intitulé Cassandra Darke. Il est publié en traduction française l'année suivante, en 2019,. Cette nouvelle œuvre est une transposition du premier, et d'un des plus célèbres, conte de Charles Dickens, A Christmas Carol (Un chant de Noël ), relatant l'évolution d’un pingre dénommé Scrooge. Posy Simmonds s'intéresse à l'écart croissant entre les milieux huppés britanniques et le reste de la population. Son héroïne principale, Cassandra, est à nouveau une femme, une femme forte et indépendante, comme dans d'autres de ses romans graphiques, notamment Gemma ou Tamara. Mais ce n'est plus une jeune femme pulpeuse. C'est une teigneuse, un Scrooge féminin, d'âge mur, une riche propriétaire renfrognée, une vieille fille dans l’âme comme elle se définit, au tempérament dur, n'hésitant pas aussi à escroquer les escrocs,. Le choix de femme libre et indépendante comme personnage principal n'est pas un hasard. « Lorsque j’étais à l’école, on était encore encouragées à se marier, au mieux à devenir infirmière. Je me souviens de m’être dit que je n’avais que très peu de temps pour être moi, pour vivre avant de devenir Mme Untel », explique-t-elle. Âgée de 17 ans, elle était partie un an à Paris, étudier à la Sorbonne. Elle y a découvert aussi l’œuvre de Simone de Beauvoir, Le Deuxième Sexe. « Ça m’a terriblement marquée. Ça parlait de ce dont on ne parlait pas », complète-t-elle. En avril 2019, le PULP Festival à La Ferme du Buisson lui consacre une exposition intitulée J'ai deux amours.
En 2023, la Bibliothèque publique d'information lui consacre une exposition, Dessiner la littérature.
En janvier 2024, les organisateurs du festival de BD d'Angoulême annoncent que Posy Simmonds est en lice pour le Grand Prix de la ville d'Angoulême, aux côtés de la Française Catherine Meurisse et de l’Américain Daniel Clowes. Le 24 janvier 2024, Posy Simmonds est sacrée.

## Œuvres

### Ouvrages traduits en français
- Lulu et les bébés volants - trad. Camille Fabien - Éditions Hatier - 1988
- Mariage au chocolat - trad. Pierre Valjean -  - éditions Hatier - 1991
- Le Buffle en colère - éditions Albin Michel Jeunesse - 1994
- Gemma Bovery - trad. Jean-Luc Fromental. Lili Sztajn - éditions Denoël - collection Denoël Graphic - 2000 rééd. 2012 ; rééd. 2014 avec une préface d'Anne Fontaine à la suite de son adaptation cinématographique et 12 pages de sketchbooks en couleurs.
- Le Chat du boulanger - trad. Rémi Stefani - éditions Casterman - collection Duculot - 2005
- Tamara Drewe - trad. Lili Sztajn - éditions Denoël - collection Denoël Graphic 2008 Sélection officielle du Festival d'Angoulême 2009- Prix de la critique 2009
- Literary Life, scènes de la vie littéraire - trad. Lili Sztajn & Corinne Julve - collection Denoël Graphic 2014
- Cassandra Darke - trad. Lili Sztajn - éditions Denoël - collection Denoël Graphic 2019

### Publications anglaises
- The Posy Simmonds Bear Book (1969)
- Bear (1974)
- Mrs Weber's Diary (1979)
- True Love (1981)
- Pick Of Posy (1982)
- Very Posy (1985)
- Pure Posy (1987)
- Mustn't Grumble (1993)
- Gemma Bovery (1999)
- Literary Life (2003)
- Tamara Drewe (2007)
- Cassandra Darke (2018)

### Livres pour enfants
- Bouncing Buffalo (1984)
- Fred (1987)
- Lulu And The Flying Babies (1988)
- The Chocolate Wedding (1990)
- Matilda: Who Told Lies and Was Burned To Death (1991)
- F-Freezing ABC (1996)
- Cautionary Tales And Other Verses (1997)
- Mr Frost (2001, in Little Litt #2)
- Lavender (2003)
- Baker Cat (2004)

## Adaptations de ses œuvres au cinéma
- 2010 : Tamara Drewe de Stephen Frears avec Gemma Arterton dans le rôle-titre, d'après le roman graphique éponyme.
- 2014 : Gemma Bovery d'Anne Fontaine avec Gemma Arterton dans le rôle-titre, d'après le roman graphique éponyme.

## Distinctions
Posy Simmonds, célébrée dans son pays, est nommée Dessinatrice de l'année en 1980 et 1981.
- 2002 :
  - Élevée au rang de membre de l'ordre de l'Empire britannique (MBE)[2]
  - Prix Haxtur (Espagne) du meilleur scénario pour Gemma Bovery
- 2004 : Admise à la Royal Society of Literature
- 2009 : 
  - Grand prix de la critique de l'ACBD (France) pour Tamara Drewe[2]
  - « Essentiel » d'Angoulême (France) pour Tamara Drewe[2]
  - Prix Haxtur du meilleur dessin (Espagne) pour Tamara Drewe
- 2012 : Prix Urhunden du meilleur album étranger (Suède) pour Tamara Drewe
- 2020 : prix Grand Boum de la Ville de Blois[15]
- 2022: Grand Prix Töpffer[16],[17]
- 2024 : Grand prix de la ville d'Angoulême[14]